# Rita Redshoes

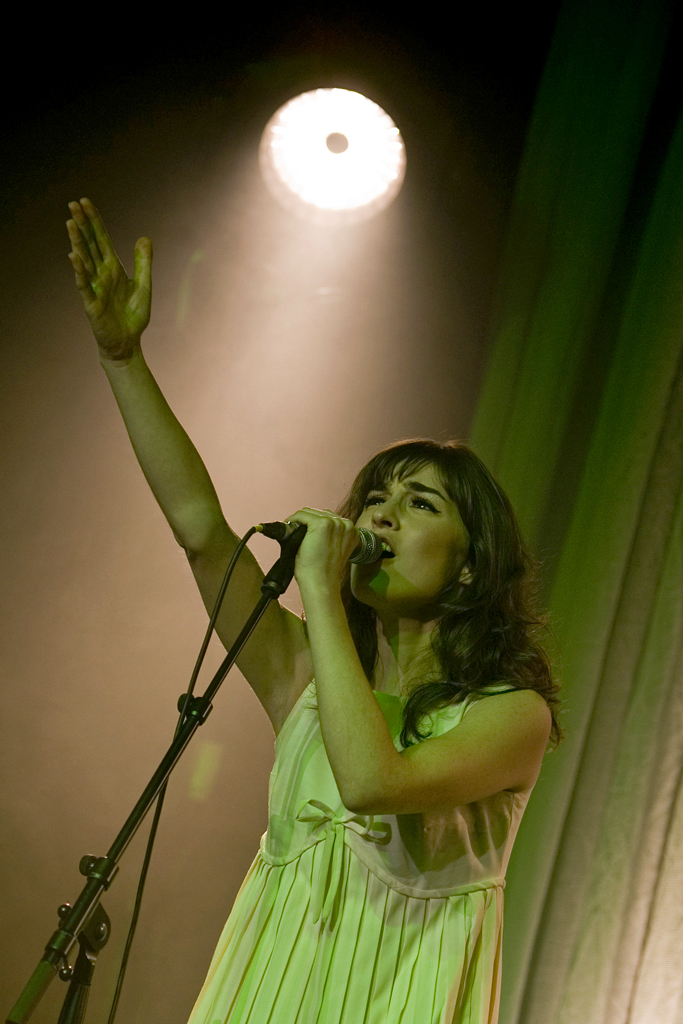
Rita RedShoes.

Rita Redshoes, nombre artístico de Rita Pereira, es una cantante portuguesa, exvocalista de los Atomic Bees y que actualmente canta con David Fonseca. Es especialmente conocida por su duo en el tema "Hold Still". 
"Golden era" es su primer trabajo como solista y hasta el momento ha realizado tres singles "Dream on girl", "Hey Tom" y "The beginning song".